# Eduard Zehnder

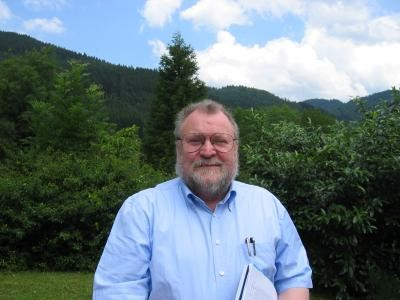
Eduard Zehnder (2005)

Eduard J. Zehnder (* 10. November 1940 in Leuggern; † 22. November 2024 in Greifensee ZH) war ein Schweizer Mathematiker, der ein führender Wissenschaftler in der symplektischen Geometrie war.

## Werdegang
Zehnder studierte von 1960 bis 1965 Mathematik und Physik an der ETH Zürich und wurde dort 1971 in theoretischer Physik bei Res Jost promoviert. Danach war er ein Jahr auf Einladung von Jürgen Moser am Courant Institute of Mathematical Sciences of New York University und 1972 bis 1974 am Institute for Advanced Study in Princeton. 1974 wurde er Dozent für Mathematik an der Universität Erlangen-Nürnberg und 1976 bis 1986 Professor an der Ruhr-Universität Bochum. 1987/88 war er an der RWTH Aachen Leiter des Instituts für Mathematik und ab 1988 Professor an der ETH, wo er 2006 emeritierte.
1983 bewies er mit Charles Conley die Arnold-Vermutung für Tori beliebiger Dimension.
Zu seinen Doktoranden zählte Andreas Floer (1984). 1986 war er Invited Speaker auf dem Internationalen Mathematikerkongress (ICM) in Berkeley (The Arnold conjecture for fixed points of symplectic mappings and periodic solutions of Hamiltonian systems). Zehnder war ab 1999 Mitglied der Leopoldina und Fellow der American Mathematical Society, ab 2021 der Academia Europaea.

## Schriften
- mit Helmut Hofer: Symplectic Invariants and Hamiltonian Dynamics. Birkhäuser, Basel u. a. 1994, ISBN 3-7643-5066-0.
- als Herausgeber mit Helmut Hofer, Clifford H. Taubes, Alan Weinstein: The Floer Memorial Volume (= Progress in Mathematics. 133). Birkhäuser, Basel u. a. 1995, ISBN 3-7643-5044-X.
- mit Jürgen Moser: Notes on Dynamical Systems (= Courant Lecture Notes in Mathematics. 12). American Mathematical Society u. a., Providence RI u. a. 2005, ISBN 0-8218-3577-7.